# Bratilovu, Mehedinți
Bratilovu este un sat ce aparține orașului Baia de Aramă din județul Mehedinți, Oltenia, România.

## Personalități
- Ipolit Strâmbescu (1871 -1934), pictor.